# Indohya gollum
Espèce
Indohya gollum est une espèce de pseudoscorpions de la famille des Hyidae.

## Distribution
Cette espèce est endémique du Kimberley en Australie-Occidentale. Elle se rencontre dans des grottes des monts Ningbing.

## Description
Le mâle holotype mesure 2,40 mm et la femelle paratype 2,44 mm.

## Étymologie
Cette espèce est nommée en référence à Gollum.

## Publication originale
- Harvey & Volschenk, 2007 : Systematics of the Gondwanan pseudoscorpion family Hyidae (Pseudoscorpiones: Neobisioidea): new data and a revised phylogenetic hypothesis. Invertebrate Systematics, vol. 21, no 4, p. 365-406.